# Never+land
Albums de Misono
Sei -say-
(2008)
Singles
Never+land est le 1eralbum de Misono, sorti sous le label Avex Trax le 28 février 2007 au Japon. Il atteint la 20e place du classement de l'Oricon, il reste classé pendant 3 semaines, pour un total de 12 789 exemplaires vendus. Il sort en format CD, CD+DVD et CD+Photobook.

## Liste des titres
| 1.  | Powder (パウダー) | 日暮愛葉                            | 1:44 |
| 2.  | Lovely♥Cat's Eye ~Neko wa Kotatsu de Maruku Naranai no Maki~ (ラブリー♥キャッツアイ～ネコはコタツで丸くならないの巻～)                           | Susumu Nishikawa & Takahiro Izutani | 4:27 |
| 3.  | Speedrive (スピードライブ) | Cannabis & Takahiro Izutani         | 4:25 |
| 4.  | A.___ ~answer~ | Misono & Akira Murata               | 3:56 |
| 5.  | Ari to Girigirsu ~10 Years Later~ (アリとキリギリス)                                                                                             | 中津川陽三                          | 4:23 |
| 6.  | Suna no Shiro no Mermaid ~Riku to Umi no Sekai~ (砂の城のマーメイド～陸と海の世界～)                                                             | shogo.k & Akira Murata              | 4:13 |
| 7.  | Kodomo no Jijō>Otona no Shijō 2 (子供の事情＞大人の私情2)                                                                                        | keito blow & Susumu Nishikawa       | 4:00 |
| 8.  | Garasu no Kutsu (ガラスのくつ) | Misono & 久保田光太郎               | 5:36 |
| 9.  | VS | Susumu Nishikawa & Takahiro Izutani | 4:12 |
| 10. | Finger 5 Medley (Kojin Jugyou/Koi no Dial 6700/Gakuen Tengoku/Koi no Daiyogen) (フィンガー5メドレー (個人授業/恋のダイヤル/学園天国/恋の大予言)) | Daisuke Inoue, Takahiro Izutani     | 7:14 |
| 11. | Pinkies | Takahiro Izutani                    | 5:15 |
| 12. | Re. | Kōsuke Morimoto, YUKIYOSHI          | 2:54 |

| 1. | A.___ ~answer~                                                                       |  |
| 2. | Suna no Shiro no Mermaid ~Riku to Umi no Sekai~ (砂の城のマーメイド～陸と海の世界～) |  |
| 3. | Hot Time Mud 1 Take Ver. (Bonus) (ホットタイム)                                      |  |
| 4. | Making of                                                                            |  |